# 庆云镇 (从江县)
庆云镇，是中华人民共和国贵州省黔东南苗族侗族自治州从江县下辖的一个乡镇级行政单位。
2016年1月14日，贵州省人民政府批复同意从江县部分乡镇行政区划调整，撤销庆云乡建制，设置庆云镇，撤乡设镇后行政区域和政府驻地不变。

## 行政区划
庆云镇下辖以下地区：
庆云村、佰你村、浮里村、转珠村、单阳村、德盘村、培岩村、安肯村和今同村。